# Rauvolfia
Rauvolfia (Rauvolfia serpentina) är en oleanderväxtart som först beskrevs av Carl von Linné, och fick sitt nu gällande namn av George Bentham och Wilhelm Sulpiz Kurz. Rauvolfia serpentina ingår i släktet Rauvolfia och familjen oleanderväxter. Inga underarter finns listade i Catalogue of Life.
Denna växt är en 20 till 100 cm hög buske. Den förekommer oftast i dimmiga lövfällande skogar.
Rauvolfia serpentina innehåller det nervlugnande och blodtryckssänkande ämnet reserpin och den används därför i den traditionella indiska medicinen för att behandla feber, orm- och insektsbett eller mentalsjukdomar. Hos europeiska och amerikanska läkare är medlet omstritt på grund av markanta biverkningar. I Sydostasien samlas vanligen vilda exemplar då odling sällan är framgångsrik.
Försök att utvinna reserpin har även gjorts med de andra släktmedlemmarna, Rauvolfia vomitoria (kräkbuske) och Rauvolfia tetraphylla (amerikansk rauvolfia).